# Atli Örvarsson
Atli Örvarsson (Akureyri, 7 juni 1970) is een IJslands filmcomponist, musicus en songwriter.
Atli studeerde muziek aan Berklee College of Music en de North Carolina School of Music. Hij was in de periode van 1990 tot en met 1997 lid van de IJslandse popgroepen Todmobile, Sálin Hans Jóns Míns, Síôan Skein Sól en Stuôkompaníiô. Eind jaren negentig werkte Atli samen met Mike Post aan de televisieserie NYPD Blue en Law & Order. Sinds 2006 werkt hij bij de filmmuziekstudio Remote Control Productions in Santa Monica (Californië). Zijn eerste soloproject daar is Vantage Point. Atli won vier ASCAP Awards met de televisieseries Law & Order: Criminal Intent (2x) en Chicago Fire en de film Vantage Point.

## Filmografie
| Jaar | Titel                                           | Opmerkingen       |
| ---- | ----------------------------------------------- | ----------------- |
| 2001 | ...Or Fover Hold Your Peace                     |                   |
| 2001 | Lansdown                                        |                   |
| 2002 | Dead Above Ground                               |                   |
| 2004 | The Wager                                       |                   |
| 2005 | Stuart Little 3: Call of the Wild               |                   |
| 2007 | The Last Confederate: The Story of Robert Adams |                   |
| 2008 | Vantage Point                                   |                   |
| 2008 | Babylon A.D.                                    |                   |
| 2009 | Thick as Thieves                                |                   |
| 2009 | The Fourth Kind                                 |                   |
| 2011 | Season of the Witch                             |                   |
| 2011 | The Eagle                                       |                   |
| 2013 | Hansel and Gretel: Witch Hunters                |                   |
| 2013 | A Single Shot                                   |                   |
| 2013 | Evidence                                        |                   |
| 2013 | The Mortal Instruments: City of Bones           |                   |
| 2014 | Colette                                         |                   |
| 2015 | Bóðberg                                         |                   |
| 2015 | Hrútar                                          |                   |
| 2015 | The Perfect Guy                                 | met David Fleming |
| 2015 | Bilal: A New Breed of Hero                      |                   |
| 2016 | Fyrir framan annað folk                         |                   |
| 2016 | The Edge of Seventeen                           |                   |
| 2017 | Den bedste mand                                 |                   |
| 2017 | The Hitman's Bodyguard                          |                   |
| 2018 | Ploey: You Never Fly Alone                      |                   |
| 2018 | How It Ends                                     |                   |
| 2019 | Jacob's Ladder                                  |                   |
| 2020 | Eurovision Song Contest: The Story of Fire Saga |                   |
| 2021 | Hitman's Wife's Bodyguard                       |                   |
| 2022 | Sous emprise                                    |                   |

## Overige producties

### Computerspellen
| Jaar | Titel       | Opmerkingen |
| ---- | ----------- | ----------- |
| 2009 | Free Realms |             |
| 2013 | Dust 514    |             |

### Televisieseries
| Jaar | Titel                        | Opmerkingen                  |
| ---- | ---------------------------- | ---------------------------- |
| 2003 | Dragnet                      | 2003-2004                    |
| 2002 | Law & Order: Criminal Intent | 2002-2005                    |
| 2006 | Six Degrees                  | 2006-2007                    |
| 2010 | Law & Order: Los Angeles     | 2010-2011                    |
| 2012 | Chicago Fire                 | 2012-heden                   |
| 2014 | Hraunið                      | met Hjörtur Ingvi Jóhannsson |
| 2014 | Chicago PD                   | 2014-heden                   |
| 2015 | Chicago Med                  | 2015-heden                   |
| 2017 | Chicago Justice              |                              |
| 2017 | Law & Order True Crime       |                              |
| 2018 | FBI                          | 2018-heden                   |
| 2020 | Defending Jacob              |                              |
| 2020 | FBI: Most Wanted             | 2020-heden                   |
| 2021 | FBI: International           | 2021-2022                    |

### Documentaires
| Jaar | Titel     | Opmerkingen |
| ---- | --------- | ----------- |
| 2016 | Ransacked |             |

### Documentaire series
| Jaar | Titel         | Opmerkingen |
| ---- | ------------- | ----------- |
| 2022 | Unprecedented |             |

### Korte films
| Jaar | Titel          | Opmerkingen |
| ---- | -------------- | ----------- |
| 2000 | Bad Dog        |             |
| 2003 | Jacob's Sound  |             |
| 2004 | Fear Within    |             |
| 2011 | Pension Gengid |             |

### Additionele muziek
Bij deze films heeft Atli aanvullende muziek gecomponeerd voor andere componisten.
| Jaar | Titel                                    | Opmerkingen        |
| ---- | ---------------------------------------- | ------------------ |
| 2006 | The Holiday                              | voor Hans Zimmer   |
| 2007 | Pirates of the Caribbean: At World's End | voor Hans Zimmer   |
| 2007 | The Simpsons Movie                       | voor Hans Zimmer   |
| 2008 | Iron Man                                 | voor Ramin Djawadi |
| 2009 | Angels and Demons                        | voor Hans Zimmer   |
| 2013 | Man of Steel                             | voor Hans Zimmer   |